# 第38回ニューヨーク映画批評家協会賞
『第38回ニューヨーク映画批評家協会賞』は、1972年の優秀な映画に贈られた賞である。1973年1月3日に発表された。

## 受賞
- 作品賞：
  - 叫びとささやき

- 主演男優賞：
  - ローレンス・オリヴィエ - 探偵スルース

- 主演女優賞：
  - リヴ・ウルマン - 叫びとささやき

- 助演男優賞
  - ロバート・デュヴァル - ゴッドファーザー

- 助演女優賞
  - ジーニー・バーリン - ふたり自身

- 監督賞：
  - イングマール・ベルイマン - 叫びとささやき

- 脚本：
  - イングマール・ベルイマン - 叫びとささやき

- 撮影賞：
  - スヴェン・ニクヴィスト - 叫びとささやき

- 特別賞：
  - The Sorrow and the Pity